# ラージ・ミュンスターレンダー

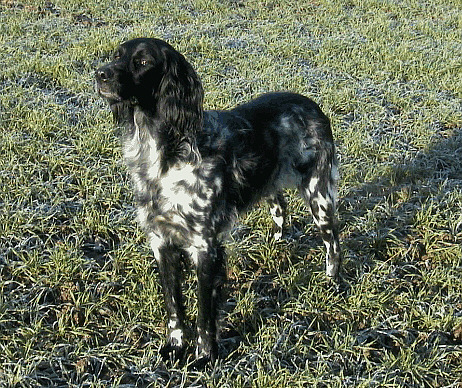
ラージ・ミュンスターレンダー

ラージ・ミュンスターレンダー（英語: Large Munsterlander）は、ドイツのミュンスター原産のポインター犬種のひとつである。別名はグローサー・ミュンスターレンダー（英語: Grosser Munsterlander）。

## 歴史
18世紀終盤から19世紀はじめにかけ、ドイツではポインター犬種を統一するための活動が活発に行われていた。その活動によって誕生した犬種のひとつがジャーマン・ロングヘアード・ポインターであった。それが作出されると種の保存を目的とした厳しいスタンダード（犬種基準）が設定され、愛好家やブリーダーに「ジャーマン・ロングヘアード・ポインターの毛色はレバー単色かレバー・アンド・ホワイトに限る」というおふれが出された。しかし、ミュンスター市のジャーマン・ロングヘアード・ポインターのブリーダーはこのおふれを完全に無視し、毛色や容姿よりも能力を重視したブリーディングを継続した。又、能力がある個体は最低限のスタンダードが守られているのであれば、犬種として使い続けた。更に、よく生まれるが通常であればスタンダード外であるとして処分しなければいけないホアイト・アンド・ブラックの仔犬も分け隔てなくブリーディングに使った。これらのことにより、スタンダードを無視したとしてミュンスター市のブリーダーは1919年にジャーマン・ロングヘアード・ポインターの犬種クラブを勘当されることとなったが、これを機に同年、別の犬種として独立した。現在の犬種名も、この年に正式に定められた。
はじめのうちはホワイト・アンド・ブラックの犬とレバー・アンド・ホワイトの犬の両方が繁殖されていたが、のちにホワイト・アンド・ブラックの犬だけがラージ・ミュンスターレンダーとして登録されるようになり、レバー・アンド・ホワイトの犬を繁殖するのをやめてしまった。しかし、それ以後に生まれたレバー・アンド・ホワイトの犬は更なる改良が加えられることとなり、スモール・ミュンスターレンダーという別の犬種として生まれ変わり、独立した。
主にポインターとして使われていた。嗅覚で獲物を捜索し、発見するとポインティングを行って主人に鳥のありかを教える。それをもとに猟銃で撃ち落された鳥を回収するのも本種の仕事である。
1987年7月6日にFCIに公認登録され、以後はヨーロッパで人気の犬種となった。現在は実猟犬としてよりも美しい容姿からショードッグとして、そして優しい性格からペットとして飼育されることが多くなっている。
日本でもひそかな人気があり、数年に一度国内登録が行われることがある。

## 特徴

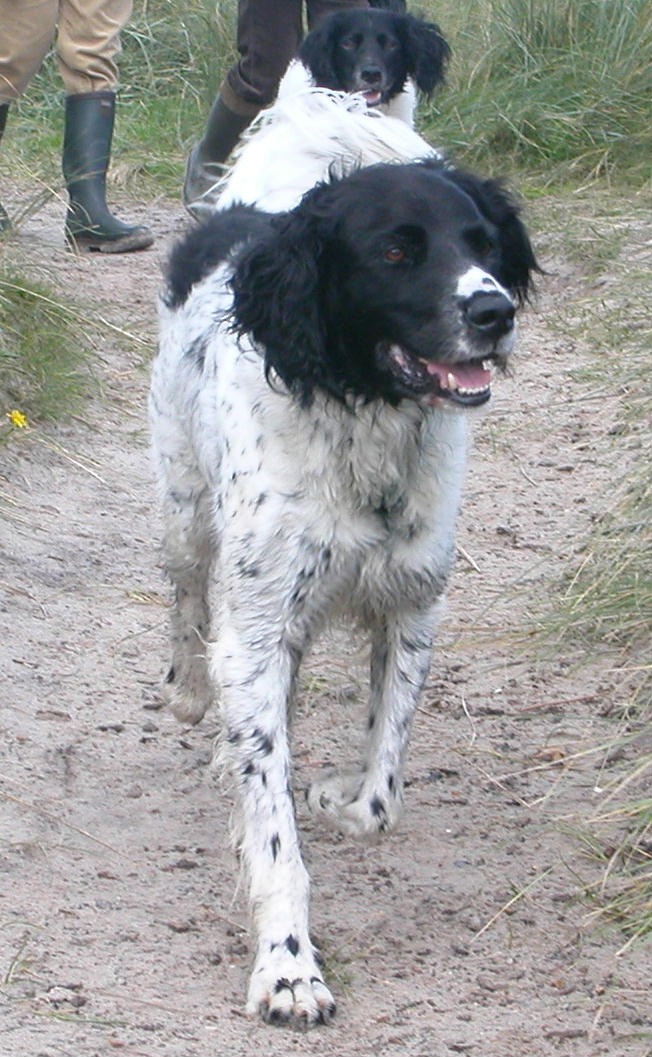

柔らかいロングコートを持つ、エレガントなポインター犬種である。すらりと長い脚を持ち、細身で均等の取れたボディを持つ。外見通り足取りが軽やかな歩き方をし、俊足で走ることもできる。コートは柔らかいロングコートで、毛色はホワイト・アンド・ブラック。耳は垂れ耳、尾はふさふさした垂れ尾で、耳と尾には飾り毛がある。顔つきは優しく、マズルはやや長めである。体高58〜62cm、体重25〜29kgの大型犬で、性格は主人家族に忠実で従順、優しく人を喜ばせることが大好きだが、やや神経質な一面もある。しつけの飲み込みは普通だが、状況判断力は優れている。家族以外の人や犬に対しても友好的で、ペットとして飼育するのにもよく向いている。ただし、運動量は多めである。かかりやすい病気は大型犬にありがちな股関節形成不全などがある。